# Distrito de Cocachacra

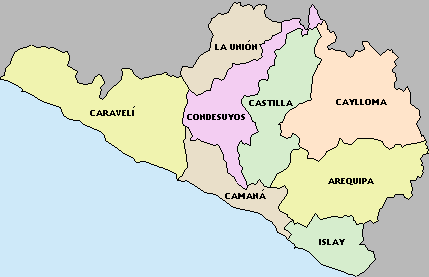
Provincias de Arequipa

El distrito de Cocachacra es uno de los seis distritos que conforman la provincia de Islay en el Departamento de Arequipa, bajo la administración del Gobierno regional de Arequipa, en el sur del Perú.
Desde el punto de vista jerárquico de la Iglesia católica forma parte de la arquidiócesis de Arequipa.

### Etimología
El nombre de Cocachacra provendría de las palabras quechuas Coca y Chajjra, que significa sembrios o cultivo de Coca.

## Historia
El distrito fue creado mediante Ley s/n del 3 de enero de 1879, expedida por el presidente de la República Mariano Ignacio Prado Ochoa.

### Erección de la Parroquia de Tambo
El legajo o cuaderno correspondiente a la fundación del curato y a la Erección Canónica de la parroquia de Tambo constaba de 156 páginas. En la caja fuerte del Archivo Arzobispal de Arequipa está guardado un libro empastado de color marrón con los folios 10 al 87, faltan los folios 1 al 9 y el 76 y que correspondería con el legajo mencionado.
El nombre de este libro está con letras doradas y en bajo relieve, con dificultad se puede leer “Libro de la erección de este curato de Tambo, años (?)-1761” (AAA, s/f)). Felizmente el canónico Toribio Málaga resumió y publicó en 1938 y en 1940 la erección de esta parroquia en la revista El Valle que se editaba en Cocachacra. Arenas (1998-2000: 36) publicó también la erección de esta parroquia.
A fines del siglo XVII, la población del valle de Tambo solicitaba tener una parroquia y un cura propio; este clamor fue atendido en 1682 por el Obispo de Arequipa don Antonio de León quien nombró un “Cura Propio para el Valle de Tambo30”, desde entonces, este valle ya no dependía en lo religioso del corregimiento de Arica.
Trámites para la creación de la Parroquia de Tambo
En 1690, el obispo León inició un trámite para la creación de una parroquia en este valle, cuya Iglesia sería construida en el pago de Iquitire por ser el lugar más poblado del valle, para ello destinó 24 topos de tierras de este pago para la nueva Iglesia y para el pueblo a fundarse (ARAR, 1784: 4v), la que no se pudo concretar por insuficiencia de la congrua31 (Málaga M., T., 1938: 13. 1940: 4).
El 27 de enero de 1714, don Luis de Valdivia y Reynoso y don Domingo Alatrista, por orden del teniente general del Valle de Tambo, don Vicente Baldivia (sic) y Reynoso, hicieron el reconocimiento de los topos, linderos de las haciendas y tierras del Valle de Tambo, olivares, lomas y aguadas desde Punta Yerbabuena hasta el olivar de Lucmillo, en Arantas.
En este reconocimiento se fijaron los linderos y la extensión de los terrenos que el obispo Antonio de León asignó como congrua y que fueron amparados por el comisario don Antonio Prado, 24 topos de tierras (8.4 Has) para los curas y 40 topos (14 Has) para el pueblo e Iglesia (ARAR, 1784: 4v. Valdivia, 1847: 115, 190).
El 2 de agosto de 1737, después de recorrer el valle de Tambo, el Obispo de Arequipa Juan Cavero de Toledo envió una carta al virrey Joseph Caamaño (AAA, s/f: 14, 14v, 15), en la que decía:
“[….]. La feligresía del valle de Tamo se compone de más de 600 almas y que aunque se disponía de un sacerdote para administrar los Santo Sacramentos, no podía este cómodamente administrarlos porque mediaba en dicho valle un río que en tiempo de avenida se hacía caudaloso… […], pide que hubiese un sacerdote […]”
El 10 de agosto del mismo año, el capitán Bartolomé Quintanilla (AAA, s/f: 28v), hacendado del valle de Tambo en Iquitire, manifestó que: […] “era necesario en dicho valle un cura propio y que este tenga un ayudante permanente así por la gran distancia de el Valle de más de nueve leguas […]”.
El 11 de agosto de 1737, el Obispo de la diócesis de Arequipa inició un segundo trámite para solicitar: […] la erección canónica de la parroquia del valle de Tambo, la designación de un cura propio, un ayudante y provisión de una mayor congrua parroquial (Málaga, M., T., 1938: 12. 1940: 4).
En esta solicitud se designaba como base de la congrua los 24 topos (8.4 ha) señalados en Iquitire por el obispo Antonio de León en 1690, el producto de los 30 topos de tierras (10.5 ha) de la capellanía fundada en La Ensenada por el capitán Zavalaga en 1715 y quinientos pesos que producían e1 pago por primicias.
Esta solicitud fue presentada ante el virrey Antonio Joseph Caamaño y Sotomayor quien en un recurso del 30 de septiembre de 1737 solicitaba:
[….] se gravara con veinticinco pesos anuales cada hacienda de caña y con diez pesos anuales a cada hacienda de olivares (nueve eran las haciendas de cañaverales y 17 las de olivos). En sus declaraciones los hacendados aceptaron la erección de la nueva parroquia y el gravamen a sus haciendas.
La Congrua
En ese mismo año, el gobernador de las Armas solicitó al Obispo de Arequipa para que insinuara: […] al Real Gobierno para que designe a favor de la parroquia a fundarse, cien topos de tierras (35 Has) pertenecientes a la corona que existen en la pampa de Iquitire, eriazos.
El 10 de abril de 1738, el Obispo de Arequipa pidió la designación de dichos terrenos para designarlos como congrua.
Enterados de esta solicitud, dos vecinos de Iquitire donaron cada uno ocho topos (2.8 ha) de terrenos colindantes con las tierras solicitadas anteriormente, otro vecino ofreció dar el paso de las aguas de los terrenos de su propiedad para el cultivo de esas tierras eriazas. Este ejemplo fue seguido por otros tres vecinos quienes donaron cada uno cuatro topos (1.4 ha) de tierras.
El 28 de julio de 1738, los Oficiales Reales del Virreinato emitieron su informe:
[…] siendo dichas tierras pertenecientes a su Majestad se pueden asignar los 124 topos (43.4 Has) que propone el Iltmo. Señor Obispo de Arequipa, pues así no serán pensionados los hacendados y vecinos del Valle […].
Erección de la Parroquia de Tambo
Asegurada la congrua, se publicaron edictos convocando a concurso para designar cura propio para la parroquia de Tambo a crearse:
El Rey Felipe V mediante Cédula Real del 15 de septiembre de 1740, en virtud de la Cédula de Patronato del primero de junio de l574, hace la presentación del presbítero licenciado don Francisco Villegas por haber sido favorecido en el concurso y luego fue presentado al Virrey, marqués de Villagarcía, para que ejerciera el cargo de cura propio de la parroquia de Tambo, ordenó que dentro de sesenta días de la colación e institución canónica del designado se erigiera la mencionada parroquia, señalándole de congrua los 124 topos de propiedad de su Magestad en la pampa de Iquitire.
Dicha Cédula está firmada por el Rey, por el Virrey el Marqués de Villagarcía y otros funcionarios y está refrendada con el sello Real impreso en lacre (Málaga, M., T., 1938: 12. 1940: 4).
La erección canónica de la parroquia de Tambo fue hecha 12 de noviembre de 174032 por el Obispo de la diócesis de Arequipa, doctor Juan Cavero de Toledo (Málaga, T., 1938: 12. 1940: 12), quien hizo la canónica institución y colación del primer párroco de esta parroquia, el licenciado fray Francisco Villegas, quien fue investido de poderes para administrar los Santos Sacramentos en la parroquia de Tambo.
El documento de la Erección Canónica de la Parroquia de Tambo (Málaga, T. 1941: 4) es el siguiente:
“Nos el Dr. Juan Cavero de Toledo, Caballero Profesor del Orden de Calatraba, por la gracia de Dios y de la Santa Sede Apostólica, Obispo de Arequipa, del Consejo de su Majestad” etc.
Por cuanto. Ante nos se ha presentado don Francisco de Villegas, Presbítero, con una Real presentación, su fecha en la Ciudad de los Reyes en quince de septiembre de este presente año, por la cual se ha erigido un nuevo Curato en el Valle de Tambo, y se presenta al susodicho a la propiedad de dicho Beneficio, cuyo tanto queda en el archivo Eclesiástico en manera que hace fe. (La Cédula de presentación fue expedida el día 15 de septiembre de 1740 por el Rey Felipe de Castilla de León, de Aragón, de Granada, de Toledo, etc. etc).
“Y por Nos Vista y en ejecución de dicha Real Presentación le hacemos la Colación y Canónica Institución para que como tal administre los Santos Sacramentos a los feligreses y ejecute todos los demás actos anexos a dicho empleo. Y mandamos sea habido y tenido por tal cura propio. Y que se le guarden todos los honores y regalías conducentes a dicho cargo. Y en atención a sus buenas prendas le nombramos por vicario pedáneo (Foráneo) y juez eclesiástico de dicho beneficio, para que como tal pueda conocer de cualesquiera causas Eclesiásticas, excepto las decimales, beneficiales y matrimoniales que reservamos en Nos, y en nuestro provisor y vicario general; y le damos facultad para que pueda proceder contra los contumaces por todo rigor de Derecho, haciendo información Sumaria las que nos remitirá originales, para en cumplimiento de nuestro Ministerio Pastoral expida las providencias convenientes. Y esperamos de su  celo y aplicación se dedicará con todo esfuerzo para que se destruyan los pecados públicos que hubiere en dicha feligresía.
Dada en la ciudad de Arequipa, a doce de noviembre de mil setecientos y cuarenta.
Firmado de nuestra mano y refrendado por nuestro infrascrito Notario Eclesiástico, quedará el original. (Rubricado) Juan - Obispo de Arequipa, por mandato de su Señoría Ilustrísima el Obispo, mi Señor. (Rubricado) Ignacio de Goyzueta, Notario del Obispado”.
Colación de beneficio
El 5 de diciembre de 1740, el licenciado Francisco de Valdivia dio canónica colación al nuevo párroco Francisco Villegas por Comisión conferida (Málaga T., 1938: 15. 1940: 6. 1941: 4) es decir, el párroco Villegas tomó posesión de la Iglesia que estaba en Cocachacra.
“En cinco días del mes de diciembre del año de mil setecientos y cuarenta, en virtud de la Comisión de arribo de la Posesión Corporal. Yo el Licenciado Don Francisco de Valdivia y Morón al Licenciado Don Francisco de Villegas del Beneficio del valle de Tambo, y en señal de ella abrió y cerró las puertas de la Iglesia y su Sacristía, siendo testigos Rafael Rodríguez y Vicente Madueño, de que doy fe. Y lo firmó. (Rubricado). Francisco de Villegas.
(Rubricado). Francisco de Valdivia y Morón (Rubricado). R. Rodríguez (Rubricado). V. Madueño (Rubricado)”.

## Centros poblados
Valle Arriba: Huaynalen, Len, Carrizal, Nuevo  Carrizal, Pan de Azúcar, Dique de Quelgua, Quelgua grande, Villa el Carmen, Checa, Santa María, La Haciendita, La Pascana, Caraquen, El Toro, Puerto Viejo, Desamparados, Ayanquera, Piedra Grande. 
Pampa Costera: San Camilo Asentamiento 7, Base aérea de La Joya.
Valle: Portal del Valle, Santa Rosa, San Pablo, El Fiscal, Chucarapi, Pampablanca, Veracruz, Santa María, pp.jj.Ramón Castilla,los Rosales...

## Geología
Cerca al poblado se puede encontrar la presencia de Fósiles como Ammonites y Turritelas, incluso en la Plaza de Armas del Anexo El Fiscal las baldosas cerca al monumento tienen inclusiones fosilíferas.

## Autoridades

### Municipales
- 2023 - actualidad
  - Alcalde: Abel Gregorio Suárez Ramos,
  - Regidores: 
    - Reg. Nathalie Ayme Paredes Arias.
    - Reg. Luis Alberto Paricahua Vargas.
    - Reg. Roxana Elida Aguilar Luque.
    - Reg. Francisco Gregorio Machaca Condori.
- 2019 - 2022[5]
  - Alcalde: Hilario Julio Cornejo Reynoso
- 2011 - 2014[5]
  - Alcalde: Abel Gregorio Suárez Ramos, del Movimiento Alianza por Arequipa
- 2007 - 2010
  - Alcalde: Juan Alberto Guillén López.

### Religiosas
- Párroco[6]
  - Parroquia de la Asunción de Cocachacra: Pbro. Julio César Mansilla de la Torre

## Festividades
La Festividad principal en el distrito se celebra en el mes de agosto en homenaje a la Patrona de Cocachacra y la provincia de islay, nuestra Señora de la Asunción en la Parroquia de Tambo.
En el mes de diciembre se celebra la festividad de nuestra señora de la Inmaculada Concepción del anexo de Pampa Blanca. 
así mismo, el Festival de la Cosecha de arroz es uno de los más grandes donde se resalta las tradiciones y costumbres ancestrales del Distrito y el Valle de tambo; festival que se desarrolla a fines del mes de mayo de cada año. 

## Juan Gualberto "El Dean valdivia"
Don Juan Gualberto Valdivia Cornejo, El Dean valdivia, ilustre tambeño nacido el 11 de julio de 1796 en el pueblo de Cocachacra y de padres humildes, supo ganarse un sitial en la historia de Arequipa con el estudio y la lectura, a lo que se sumó su amor a la juventud, a la patria y a Arequipa. con justa razón es llamado el representante o símbolo de Arequipa del siglo XIX.

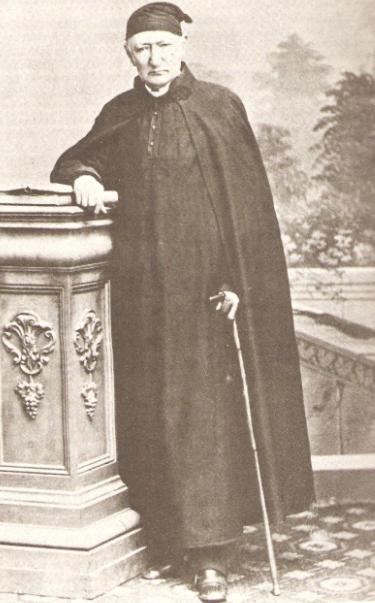
Juan Gualberto valdivia Cornejo "El Dean Valdivia"

Nuestro ilustre personaje tuvo una vida polifacética: clérigo, regular y secularizado, teólogo, abogado, jurisconsulto, político, periodista, agricultor, militar, revolucionario, escritor, historiador, biógrafo y maestro.

## Turismo y Cultura
Según el Gestor cultural y promotor turístico Cocachacrino Frank Velarde Zambrano, el distrito de Cocachacra cuenta con diversos atractivos turísticos como por ejemplo el Templo de la Parroquia de tambo o de la Santísima virgen de la Asunción, así como el templo de la santísima Virgen de la Inmaculada Concepción de Pampa Blanca.

así mismo, Cocachacra cuenta con cementerios preincas como los ubicados en el Anexo Quelgua, Anexo la Ayanquera, Anexo el Toro (sector de valle arriba), así como los conocidos Petroglifos de Quelgua y Petroglifos de la Ayanquera y Piedra Grande las cuales son áreas arqueológicas declaradas Patrimonio Cultural de la Nación; según resoluciones del Ministerio de Cultura: Resolución Viceministerial N.º 365-2011-VMPCIC-MC y Resolución Directoral nacional N.º 161/INC, Resolución Directoral nacional N.º 162/INC. 

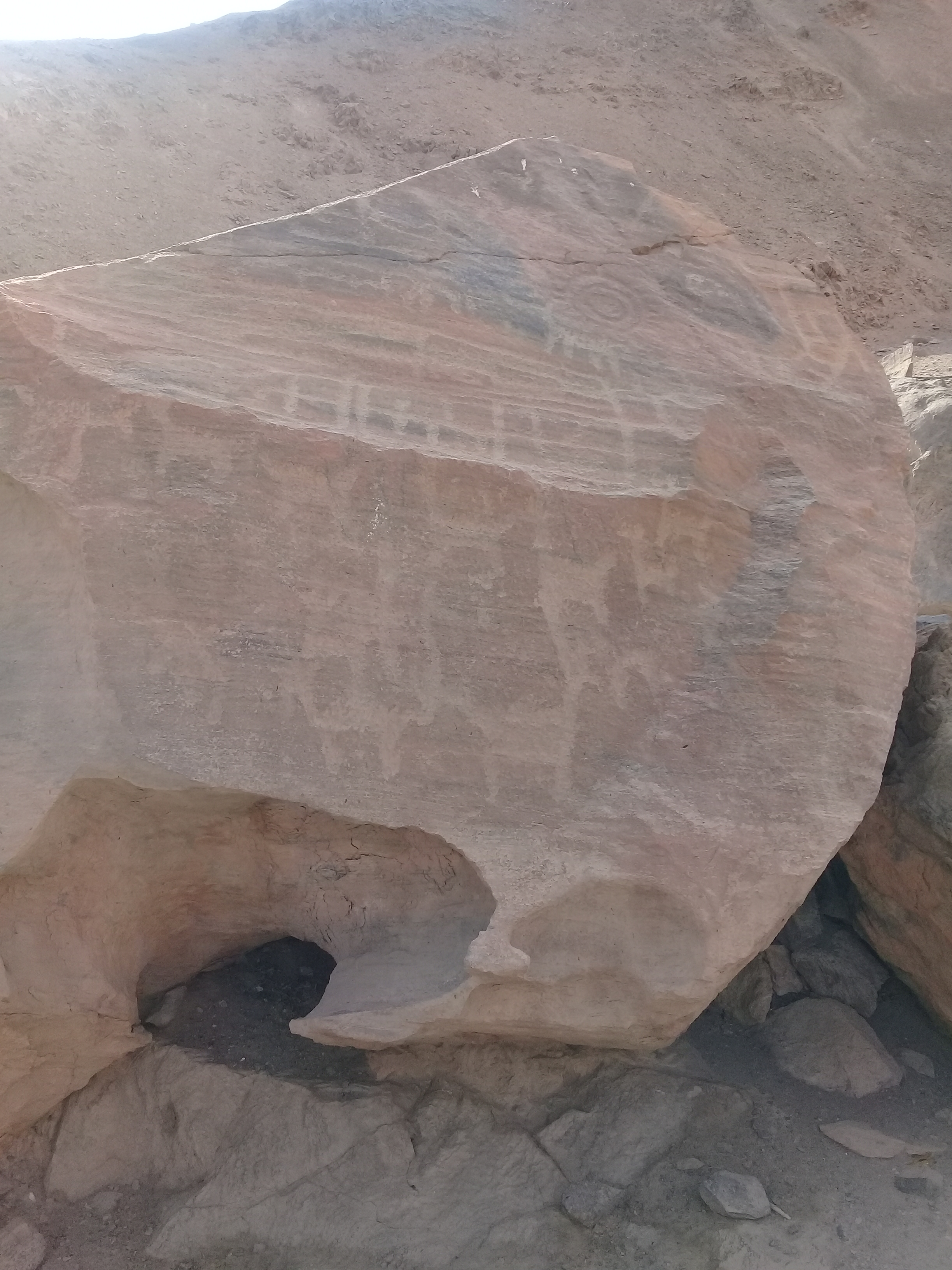

De igual forma, siendo un valle agrícola, el distrito posee gran extensión agrícola permitiendo el disfrute de los turistas de hermosos paisajes, tales como los manantiales de la estrella, que son diversos ojos de agua donde los turistas lugareños y sus familias disfrutan de sus aguas y hermosas enredaderas con flores.

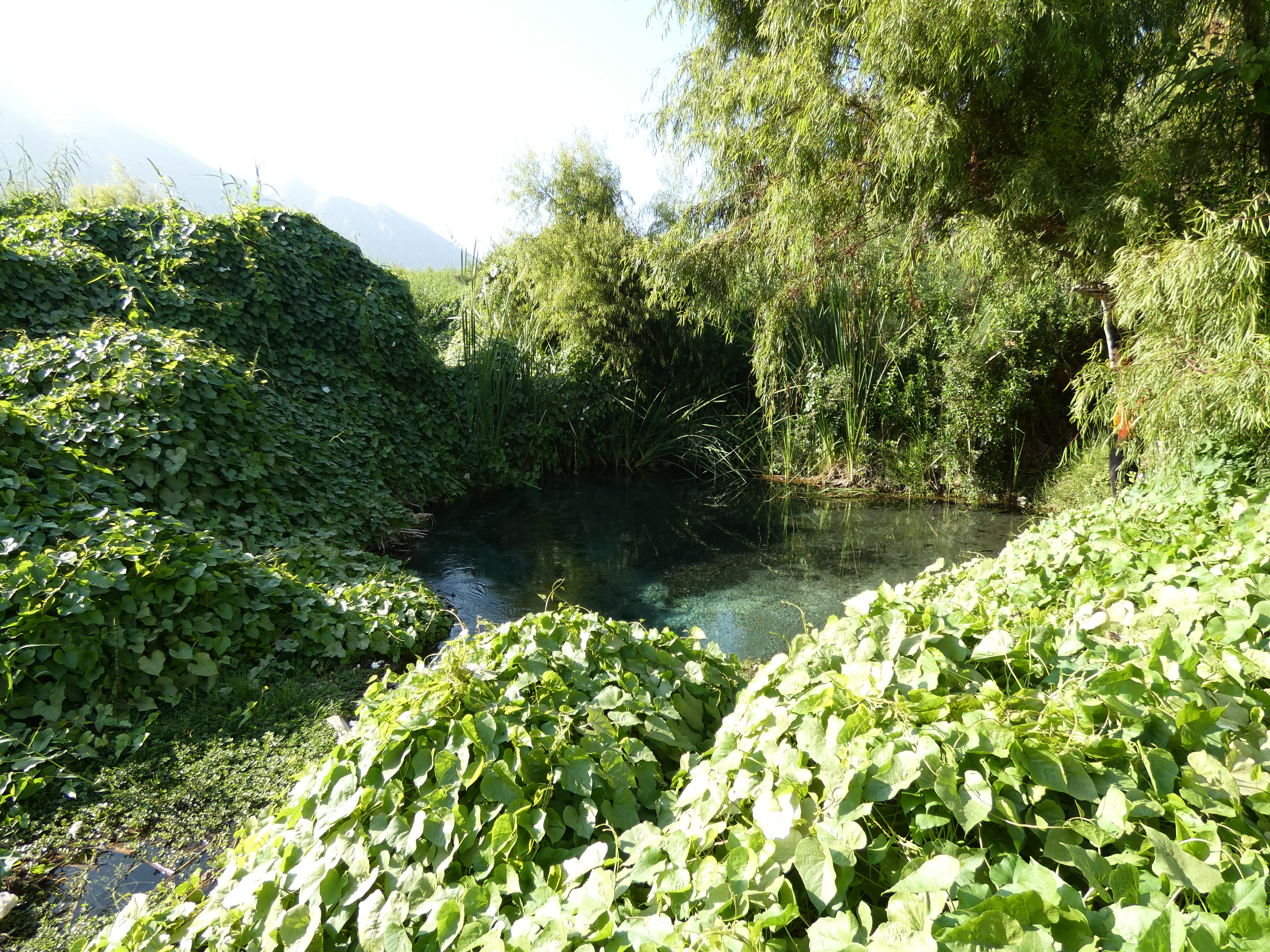

## Gastronomía
El distrito Cocachacrino, cuenta con diversos potajes gastronómicos ancestrales y tradicionales debido a la presencia del Río Tambo, posee camarones en sus aguas, pejerrey de río, así como en sus extensas áreas agrícolas cultivadas de caña de azúcar, arroz, papa, ajo, cebolla, trigo, ají, maíz, camote, entre otros.
sus principales recursos gastronómicos son el chupe de camarones, las tortillas de camarones, el celador de camarones, ají relleno con camarones, el arroz vicuña, el caldo o almuerzo colorau, picante tambeño, cuy chactao, chicharrones de chancho, entre otros exquisitos platos tradicionales.

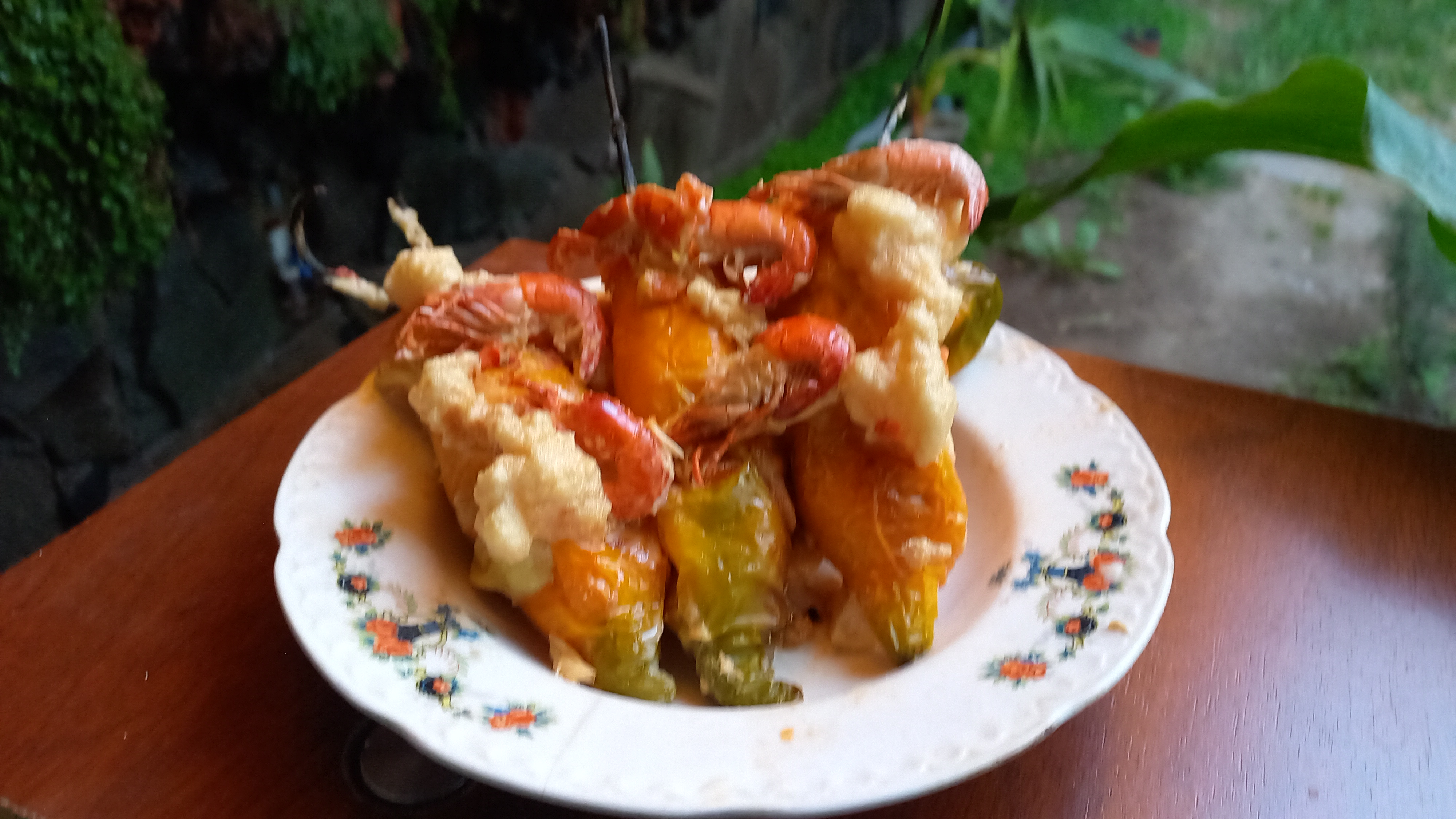

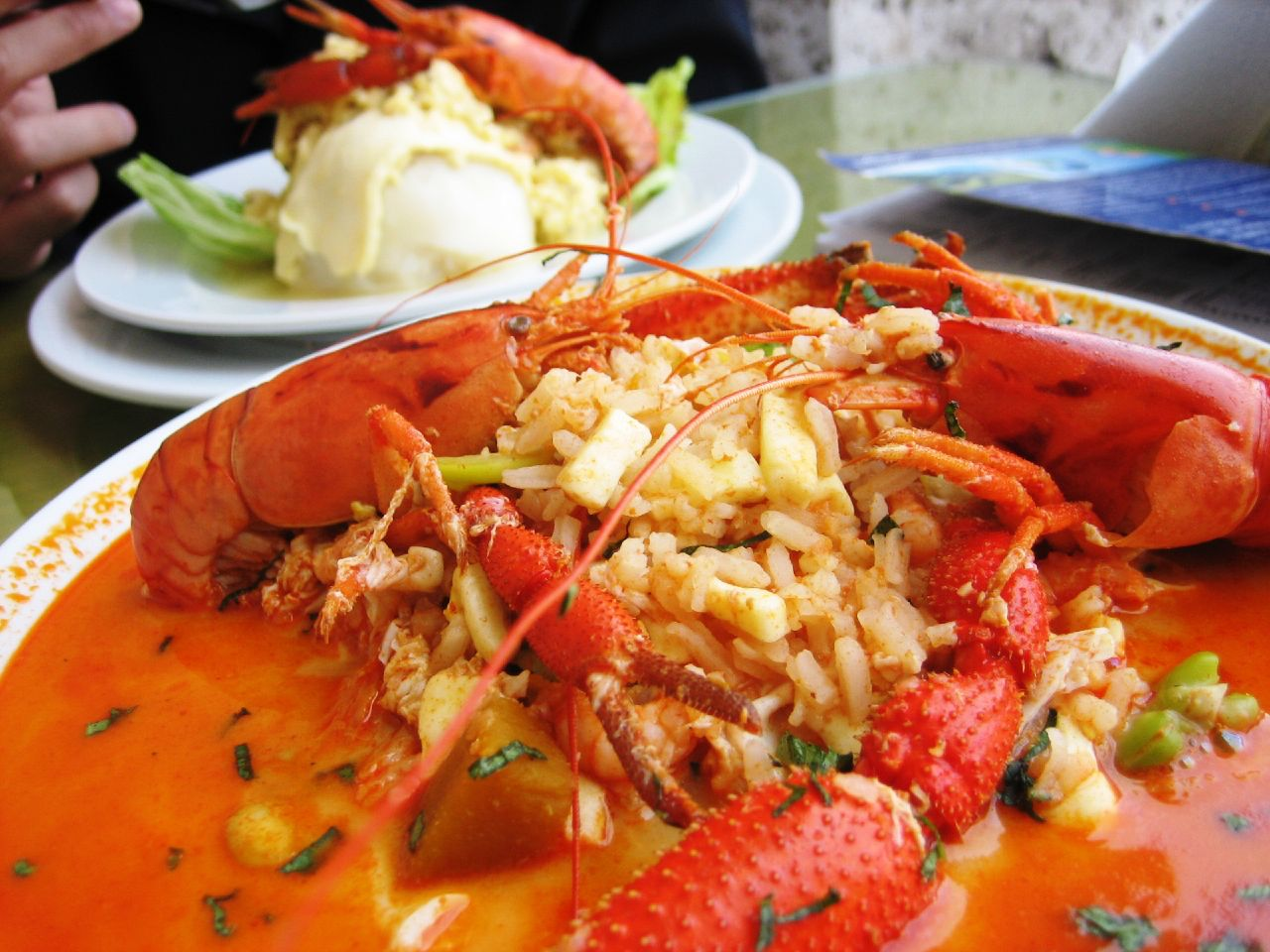

así mismo, cuenta con la bebida tradicional como es el Guarapo, cuyo principal ingrediente es el jugo de caña de azúcar, el Guarapo fue declarado de interés turístico regional el 23 de mayo según ACUERDO REGIONAL N.º 024-2023-GRA/CR-AREQUIPA.[cita requerida]

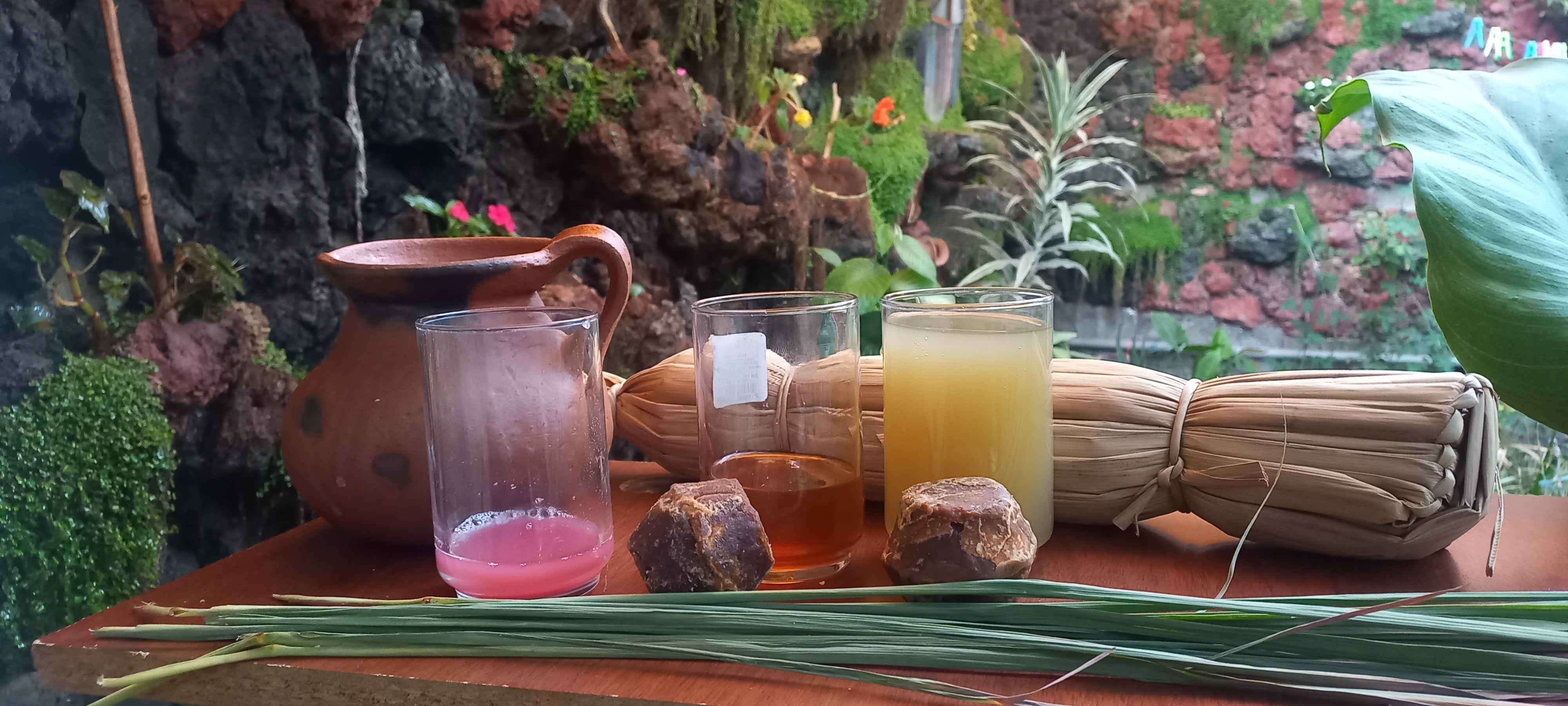